# San José (La Paz)
San José è un comune dell'Honduras facente parte del dipartimento di La Paz.
Il comune risultava già come entità indipendente nel 1869, all'atto dell'istituzione del dipartimento.